# Ulithi (Gemeinde)
Ulithi ist eine Gemeinde (municipality) des mikronesischen Teilstaates Yap.
Zur Gemeinde zählen das Ulithi-Atoll, die Turtle Islands (Pau,
Bulubul, Losiep), die Inselchen der Zohhoiiyoru Bank (Iar, Giliap) und die Insel Falalop.

## Geographie
Falalop wird überwiegend als Hauptort der Gemeinde Ulithi bezeichnet, liegt aber nicht im gleichnamigen Ulithi-Atoll, sondern einige Kilometer vor dessen östlichem Riffkranz, getrennt vom Atoll durch eine etwa 40 Meter tiefe Passage (Dochirichi Channel).
Neben der verwaltungsmäßigen Zusammengehörigkeit haben das Ulithi-Atoll, Falalop, die Turtle Islands und die Zohhoiiyoru Bank eine geographische Gemeinsamkeit – sie sind alle über den Meeresspiegel reichende Gipfel des gleichen Seamounts (= untermeerisches Gebirge).